# 凱薩琳·艾薩蘿
凱薩琳·安·艾薩蘿（Catherine Ann Asaro，1955年11月6日—），美國作家。

## 生平
凱薩琳·艾薩蘿出生於美國奧克蘭，畢業於哈佛大學。

## 家庭
凱薩琳·艾薩蘿的伴侶是天文學家John Kendall Cannizzo，目前育有一女。

## 作品
- 《量子玫瑰》

## 外部連結
- 维基共享资源上的相關多媒體資源：凱薩琳·艾薩蘿
- 官方网站
- Reviews of the works of Catherine Asaro
- 網路推理小說資料庫上的Catherine Asaro
- Bibliography（页面存档备份，存于） on SciFan
- Catherine Asaro's online fictionat Free Speculative Fiction Online（页面存档备份，存于）
- Reviews（页面存档备份，存于） at FantasyLiterature.nett
- Catherine Asaro在国会图书馆管理局的纪录，有31条目录纪录